# Мясоедов, Евгений Иванович
Евгений Иванович Мясоедов (25 июля 1915, Большой Токмак, Таврическая губерния — неизвестно) — советский рабочий. Герой Социалистического Труда (1971). Почётный гражданин Каспийска.

## Биография
Евгений Мясоедов родился 25 июля 1915 года в городе Большой Токмак Таврической губернии (сейчас Токмак в Запорожской области Украины). По национальности украинец.
Окончил школу фабрично-заводского ученичества.
Работал сначала помощником слесаря, затем токарем на оборонном заводе в Большом Токмаке. Демонстрируя высокую квалификацию, быстро получил высший шестой разряд, выполнял самые сложные задания.
В ноябре 1935 года стал делегатом Всесоюзного совещания стахановцев в Москве.
В 1941 году, когда после начала Великой Отечественной войны завод перевели в посёлок Двигательстрой (сейчас город Каспийск) Дагестанской АССР и объединили с заводом № 182 («Дагдизель»), стал работать на новом предприятии по прежней специальности. Впоследствии возглавил токарную бригаду, которая выпускала корпуса для артиллерийских снарядов и глубинных бомб, выполняя три-четыре плана.
После окончания войны бригада Мясоедова освоила выпуск первой в мире крылатой ракеты морского базирования класса «вода — вода», целью которой было поражение кораблей и береговых укреплений.
На протяжении многих лет признавался лучшим токарем завода и отрасли, среди первых получил звание «Ударник коммунистического труда». Возглавлял школу передового опыта, созданную на базе его бригады. Руководил цеховой партийной организацией, был членом областного и городского комитетов КПСС.
27 ноября 1965 года был награждён орденом Ленина.
26 апреля 1971 года закрытым Указом Президиума Верховного Совета СССР за выдающиеся успехи в выполнении заданий пятилетнего плана по созданию новых средств специальной техники удостоен звания Героя Социалистического Труда с вручением ордена Ленина и золотой медали «Серп и Молот».
В 1986 году ушёл на пенсию.
Дата смерти неизвестна.
Почётный гражданин Каспийска. Награждён медалями, в том числе «За оборону Кавказа», «За доблестный труд в Великой Отечественной войне 1941–1945 гг.», «В ознаменование 100-летия со дня рождения Владимира Ильича Ленина».